# Карл Девід Андерсон
Карл Де́від А́ндерсон (англ. Carl David Anderson; 3 вересня 1905, Нью-Йорк, штат Нью-Йорк, США — 11 січня 1991, Сан-Марино, округ Лос-Анджелес, Каліфорнія, США) — американський фізик, був професором Каліфорнійського технологічного університету (з 1939). З допомогою камери Вільсона Андерсон спостерігав взаємодію космічного проміння з речовиною.
У 1932 році Андерсон, вивчаючи потоки космічного проміння під проводом Роберта Міллікена, виявив позитрони, підтвердивши теоретичне передбачення існування позитронів Полем Діраком.
У 1936 році Андерсон і його перший аспірант, Сет Неддермеєр, виявили мюон (або мю-мезон, як він був відомим протягом багатьох років), елементарну частинку в 207 разів масивнішу за електрон.
Карл Андерсон провів всю кар'єру у Каліфорнійському технологічному університеті. Під час Другої світової війни займався дослідженнями в області реактивного руху.

## Вибрані праці
- C. D. Anderson «The Positive Electron» [Архівовано 30 жовтня 2015 у Wayback Machine.], Phys. Rev. 43, 491 (1933) (англ.)

## Відзнаки і нагороди
- Нобелівська премія з фізики, 1936.